# Yasuo Ueshima
Yasuo Ueshima (上島康夫?, Ueshima Yasuo; Tokyo, 2 aprile 1962) è un ex calciatore giapponese, di ruolo attaccante.

## Carriera

### Club
Cresciuto nel vivaio dello Yomiuri, fece il suo esordio in prima squadra nella stagione 1980, assieme ad altri giocatori come Tetsuya Totsuka e Satoshi Tsunami. Disputò nove stagioni in massima serie nazionale, totalizzando 68 presenze, 11 gol e 4 assist. Il suo palmarès include tre titoli nazionali e uno continentale nella stagione 1987, durante la quale ebbe il modo di segnare una rete.

## Statistiche

### Presenze e reti nei club
| Stagione | Squadra        | Campionato | Campionato | Campionato |
| Stagione | Squadra        | Comp       | Pres       | Reti       |
| -------- | -------------- | ---------- | ---------- | ---------- |
| 1980     | Yomiuri        | JSL1       | 6          | 0          |
| 1981     | Yomiuri        | JSL1       | 11         | 2          |
| 1982     | Yomiuri        | JSL1       | 10         | 2          |
| 1983     | Yomiuri        | JSL1       | 0          | 0          |
| 1984     | Yomiuri        | JSL1       | 9          | 4          |
| 1985-86  | Yomiuri        | JSL1       | 20         | 6          |
| 1986-87  | Yomiuri        | JSL1       | 1          | 0          |
| 1987-88  | Yomiuri        | JSL1       | 11         | 2          |
| 1988-89  | Yomiuri        | JSL1       | 0          | 0          |
|          | Totale Yomiuri |            | 68         | 16         |

## Palmarès
- Japan Soccer League: 3

Yomiuri: 1983, 1984, 1986-87
- Coppa dell'Imperatore: 3

Yomiuri: 1984, 1986, 1987
- Japan Soccer League Cup: 1

Yomiuri: 1985
- Campionato d'Asia per club: 1

Yomiuri: 1987